# Luman Reed
Luman Reed (1787-1836) fue un comerciante estadounidense y un importante mecenas de las artes. Su apoyo a los pintores George Whiting Flagg (1816-1897) y Thomas Cole , fue una contribución muy significativa al desarrollo de la pintura estadounidense a principios del siglo XIX. También encargó obras a otros artistas, como Asher Brown Durand.

## Biografía
Reed nació en una granja en Green River, una lugar que actualmente es Austerlitz (Nueva York). Comenzó su carrera de negociante, como empleado de una tienda en el pueblo de Coxsackie (Nueva York), donde vivía su familia (circa 1789), antes de mudarse a Nueva York en 1815. Allí se convirtió en uno de los comerciantes más prominentes de la ciudad, con una compañía de Dry Goods en Front Street, que estableció con varios socios, uno de los cuales fue el también futuro mecenas Jonathan Sturges (1802-1874). Con su riqueza, Reed reunió, a lo largo de seis años, una de las primeras y más significativas colecciones de arte europeo y norteamericano en los Estados Unidos, que mostró en una galería de dos habitaciones, especialmente diseñada en su casa en Greenwich Street en el Lower Manhattan.

## Mecenazgo
Como mecenas de artistas americanos contemporáneos, tanto consagrados como principiantes, Reed intentó la creación de una cultura artística nacional, tan sofisticada y exitosa como la europea. Junto con su interés por la pintura del paisaje y de retrato, Reed también fue un ávido coleccionista de pintura de género. En 1844, su colección fue adquirida por un grupo de asociados en Nueva York, con la intención de formar una colección pública, que después se convirtió en la New York Gallery of Fine Arts. La colección fue donada posteriormente a la New-York Historical Society, en el año 1858. Es una de las colecciones más importantes del arte norteamericano de principios del siglo XIX, y ha sobrevivido intacta hasta la actualidad.